# Cristo Crucificado (Mário Cravo Júnior, 1980)
Cristo de Mário Cravo é uma obra artística localizada no alto da Serra do Periperi na cidade de Vitória da Conquista. O Cristo Crucificado de Mário Cravo Júnior foi inaugurado no dia 9 de novembro de 1980. Além da mensagem religiosa, a imagem do Cristo, com feições nordestinas, lembra a situação econômica e social da população sertaneja. A obra, com 33 metros de altura, é feita de fibra de vidro.